# Figi ai XVII Giochi olimpici invernali
Le Figi parteciparono ai XVII Giochi olimpici invernali, svoltisi a Lillehammer, Norvegia, dal 12 al 27 febbraio 1994; l'unico atleta della delegazione era Rusiate Rogoyawa, impegnato nello sci di fondo.

## Risultati

### Sci di fondo
| Evento         | Atleta           | Tempo | Pos. |
| 10 km maschile | Rusiate Rogoyawa | -     | 88º  |